# Comantella fallei
Comantella fallei är en tvåvingeart som först beskrevs av Werner Back 1909.  Comantella fallei ingår i släktet Comantella och familjen rovflugor. Inga underarter finns listade i Catalogue of Life.